# لاري غوردون
لاري غوردون (بالإنجليزية: Larry Gordon)‏ هو لاعب كرة قدم أمريكية أمريكي، ولد في 8 يوليو 1954 في مونرو في الولايات المتحدة، وتوفي في 3 يوليو 1983 في فينيكس في الولايات المتحدة.

## وصلات خارجية
- لاري غوردون على موقع مرجع كرة القدم المحترفة.كوم (الإنجليزية)